# Mr. Jones Has a Card Party
Mr. Jones Has a Card Party è un cortometraggio del 1909 diretto da David W. Griffith che aveva come protagonisti John R. Cumpson e Florence Lawrence. Tra gli attori, anche Linda Arvidson, moglie del regista.

## Produzione
Prodotto dall'American Mutoscope & Biograph, il film - conosciuto anche come Mr. Jones Had a Card Party - fu girato alla Grand Central Station a Manhattan il 16 e il 23 dicembre 1908.

## Distribuzione
Il copyright del film, richiesto dall'American Mutoscope and Biograph Co., fu registrato il 19 gennaio 1909 con il numero H121796.
Distribuito dall'American Mutoscope & Biograph, il film - un cortometraggio di 178 metri - uscì nelle sale il 21 gennaio 1909. Nelle proiezioni, veniva programmato con il sistema dello split reel, accorpato in un'unica bobina con un altro cortometraggio prodotto dalla Biograph diretto da Griffith, The Fascinating Mrs. Francis.
La pellicola è stata distribuita in DVD per il circuito dell'Home Video.